# Oxalis disticha
Oxalis disticha är en harsyreväxtart som beskrevs av Nikolaus Joseph von Jacquin. Oxalis disticha ingår i släktet oxalisar, och familjen harsyreväxter. Inga underarter finns listade i Catalogue of Life.